# Classe Glorious
La classe Glorious fu una classe di portaerei della Royal Navy, una modifica estrema di una serie di tre incrociatori da battaglia quasi gemelli convertiti in portaerei durante la costruzione.

## Progetto
Queste navi vennero progettate per essere dei large light cruiser ("grandi incrociatori leggeri"), secondo l'idea di Jackie Fisher, Primo Lord del Mare, di un possibile sbarco anfibio sulla costa baltica della Germania durante la prima guerra mondiale. La flotta di Sua Maestà accolse la Furious e le sue (quasi) gemelle Glorious e Corageous con un certo scetticismo fin dall'inizio, tanto che vennero loro affibbiati i nomignoli di "Spurious", "Curious" ed "Outrageous", già nel loro ruolo iniziale di "grandi incrociatori leggeri".
In base al progetto iniziale avrebbe dovuto essere un incrociatore leggermente corazzato, ma armato con due potenti cannoni navali da 457mm montati su affusti singoli, uno a poppa e uno a prua. L'obbiettivo era di disporre di una nave pesantemente armata in grado di navigare negli stretti del Baltico al fianco di navi da guerra minori. Comunque mentre era in fase di costruzione si comprese che sarebbe stato più utile in un altro ruolo. Solo uno dei due grossi cannoni venne installato, la torre di prua venne rimossa prima del varo e sostituita con un ponte aperto lungo 49 metri per il decollo di aerei, con un hangar sottostante. In seguito alle prove di fuoco del luglio 1917, che dimostrarono che lo scafo non poteva reggere l'effetto del fuoco del cannone di poppa, anche questo venne rimosso.
Durante le prove lo sqr. cdr. Edwin Dunning atterrò con successo a bordo della Furious pilotando un Sopwith Pup, diventando la prima persona ad atterrare con un aereo su una nave in movimento. Comunque uno pneumatico scoppiò durante il suo secondo tentativo facendo rovesciare su un fianco l'aereo e uccidendo Dunning. La disposizione del ponte era poco soddisfacente: per poter atterrare gli aerei dovevano manovrare intorno alla sovrastruttura. La Furious ritornò in cantiere nel 1917 per la rimozione della torre di poppa, rimpiazzata da un alto ponte di 91 m per l'atterraggio e da un altro hangar, dandogli sia un ponte di decollo e uno di atterraggio. Vennero anche installati due elevatori al servizio degli hangar.

## Servizio
Dopo la sua entrata in servizio il 15 marzo 1918 la Furious ed i suoi aerei parteciparono a diverse importanti battaglie della prima guerra mondiale, tra cui il raid di Tondern del luglio 1918.
Nel 1939 venne nuovamente modificata: il ponte di decollo venne convertito in una piattaforma armata con diversi cannoni antiaerei e venne installata sul lato destro del ponte di volo una piccola isola contenente la stazione di direzione del tiro, i posti vedetta ed un radiofaro. Fu in questa configurazione che servì nella seconda guerra mondiale. Nel 1941-1942 venne nuovamente allungato il ponte di volo.
Comunque con il progredire della guerra l'età della nave e le sue limitazioni divennero sempre più evidenti e venne rimpiazzata da vascelli più moderni. La Furious venne messa in riserva nel settembre 1944 e venduta nel 1948. la sua demolizione iniziò il 15 marzo 1948, lo scafo venne demolito a Troon in luglio.
La Glorious venne affondata insieme ai suoi cacciatorpediniere di scorta Acasta ed Ardent dagli incrociatori da battaglia tedeschi Scharnhost e Gneisenau durante la campagna di Norvegia del 1940, mentre rientrava in Inghilterra dopo aver recuperato aerei della RAF evacuati da una base norvegese.
La Courageous venne affondata dal sommergibile tedesco U29 il 17 settembre 1939, mentre effettuava un pattugliamento antisommergibili.